# Campeonato Europeo de Gimnasia Artística de 1998
El XXIII Campeonato Europeo de Gimnasia Artística se celebró en San Petersburgo (Rusia) entre el 23 de abril y el 3 de mayo de 1998 bajo la organización de la Unión Europea de Gimnasia (UEG) y la Federación Rusa de Gimnasia.

## Resultados

### Masculino
| Evento                 | Oro                                     | Plata                                 | Bronce                                |
| ---------------------- | --------------------------------------- | ------------------------------------- | ------------------------------------- |
| Concurso completo ind. | Alexéi Bondarenko · Rusia · 56,898 pts. | Dmitri Karbanenko Francia 56,512 pts. | Alexéi Nemov · Rusia · 56,473 pts.    |
| Suelo                  | Alexéi Nemov · Rusia · 9,625            | Ioannis Melissanidis · Grecia · 9,575 | Alexéi Bondarenko · Rusia · 9,500     |
| Caballo con arcos      | Eric Poujade Francia 9,687              | Alexéi Bondarenko · Rusia · 9,650     | Nikolái Krulov · Rusia · 9,625        |
| Anillas                | Szilveszter Csollány · Hungría · 9,675  | Valeri Belenki · Alemania · 9,600     | Dimosthenes Tambakos · Grecia · 9,587 |
| Salto de potro         | Ioannis Melissanidis · Grecia · 9,556   | Leszek Blanik · Polonia · 9,549       | Dieter Rehm · Suiza · 9,475           |
| Paralelas              | Alexéi Bondarenko · Rusia · 9,525       | Mitja Petkovšek Eslovenia 9,337       | Andreu Vivó · España · 9,300          |
| Barra fija             | Jesús Carballo · España · 9,650         | Jari Mönkkönen · Finlandia · 9,537    | Dimitri Nonin · Alemania · 9,462      |
| Concurso por equipos   | Francia 164,823                         | Rusia · 164,809                       | Alemania · 164,033                    |

### Femenino
| Evento                 | Oro                                                           | Plata                                                   | Bronce                                                    |
| ---------------------- | ------------------------------------------------------------- | ------------------------------------------------------- | --------------------------------------------------------- |
| Concurso completo ind. | Svetlana Jorkina · Rusia · 38,624 pts.                        | Simona Amânar · Rumania · 38,392 pts.                   | Claudia Presăcan · Rumania · 38,267 pts.                  |
| Salto de potro         | Adrienn Varga · Hungría · 9,643                               | Maria Olaru · Rumania · Simona Amânar · Rumania · 9,543 |                                                           |
| Barras asimétricas     | Svetlana Jorkina · Rusia · 9,900                              | Viktoria Karpenko · Ucrania · 9,787                     | Claudia Presăcan · Rumania · 9,762                        |
| Barra                  | Evgenia Kuznetsova · Rusia · 9,775                            | Olga Teslenko · Ucrania · 9,687                         | Liudmila Ezhova · Rusia · Simona Amânar · Rumania · 9,662 |
| Suelo                  | Corina Ungureanu · Rumania · Svetlana Jorkina · Rusia · 9,787 |                                                         | Simona Amânar · Rumania · 9,725                           |
| Concurso por equipos   | Rumania · 115,939                                             | Rusia · 112,720                                         | Ucrania · 112,632                                         |

## Medallero
| Núm. | País      | Oro | Plata | Bronce | Total |
| ---- | --------- | --- | ----- | ------ | ----- |
| 1    | Rusia     | 7   | 3     | 4      | 14    |
| 2    | Rumania   | 2   | 3     | 4      | 9     |
| 3    | Francia   | 2   | 1     | 0      | 3     |
| 4    | Hungría   | 2   | 0     | 0      | 2     |
| 5    | Grecia    | 1   | 1     | 1      | 3     |
| 6    | España    | 1   | 0     | 1      | 2     |
| 7    | Ucrania   | 0   | 2     | 1      | 3     |
| 8    | Alemania  | 0   | 1     | 2      | 3     |
| 9    | Eslovenia | 0   | 1     | 0      | 1     |
| 9    | Finlandia | 0   | 1     | 0      | 1     |
| 9    | Polonia   | 0   | 1     | 0      | 1     |
| 12   | Suiza     | 0   | 0     | 1      | 1     |
|      | TOTAL     | 15  | 14    | 14     | 43    |